# Erevan
Erevan (armensko Երևան ali Երեվան, azerbajdžansko İrəvan, rusko Ереван, latinizirano: Jerevan; slovenska izgovorjava [êrevan]) je prestolnica Republike Armenije in s približno 1,2 milijona prebivalcev tudi največje mesto te države. Mesto se je včasih imenovalo Erivan in Erebuni.
Središče mesta je nastalo v kotlini, ki jo s treh strani razmejujejo hribi, le na jugozahodu se polagoma spušča proti dolini Aras. Skozi mesto teče reka Hrazdan, ki je vrezala sotesko in zato ni opazna. Središče mesta je na njenem levem bregu. Nadmorska višina spodnjih delov mesta je 900 m in se dvigne vse do 1200 m.

## Simboli
Glavni simbol Erevana je gora Ararat, ki je viden s katerega koli območja v prestolnici. Grb mesta predstavlja okronani lev na podstavku z napisom v zgornjem delu. Emblem je pravokoten ščit z modro obrobo.
27. septembra 2004 je Erevan sprejel himno Erebuni-Erevan, ki jo je napisal Paruyr Sevak in sestavil Edgar Hovhanisyan. Izbrana je bil na natečaju za novo himno in novo zastavo, ki bi najbolje predstavljala mesto. Izbrana zastava ima belo ozadje z mestnim grbom na sredini, obdan z dvanajstimi majhnimi rdečimi trikotniki, ki simbolizirajo dvanajst zgodovinskih prestolnic Armenije. Zastava vključuje tri barve armenske državne zastave. Lev je prikazan na oranžnem ozadju z modrim robom.

## Zgodovina

### Prazgodovina
Ozemlje Erevana je bilo naseljeno že od približno 2. polovice 4. tisočletja pred našim štetjem. Južni del mesta, ki je trenutno znan kot Šengavit, je bil naseljen že od vsaj 3200 pr. n. št., v obdobju kulture Kura-Araxes v zgodnji bronasti dobi. Prva izkopavanja na zgodovinskem najdišču Šengavit so bila izvedena med letoma 1936 in 1938 pod vodstvom arheologa Jevgenija Bayburdjana. Po dveh desetletjih je arheolog Sandro Sardarian nadaljeval z izkopavanji od leta 1958 do leta 1983. 3. faza izkopavanj se je začela leta 2000 pod vodstvom arheologa Hakoba Simonyana. Leta 2009 se je Simonyanu pridružil profesor Mitchell S. Rothman z univerze Widener v Pensilvaniji. Skupaj so v letih 2009, 2010 in 2012 izvedli tri serije izkopavanj. Med postopkom je bil dosežen celoten stratigrafski stolpec do stene, kjer je bilo 8 ali 9 različnih stratigrafskih ravni. Te ravni zajemajo čas med 3200 pr. n. št. in 2500 pr. n. št. Najdeni so bili tudi dokazi o poznejši uporabi lokacije, po možnosti do leta 2200 pred našim štetjem. Proces izkopavanj je razkril vrsto velikih okroglih stavb s kvadratnimi sosednjimi prostori in manjšimi okroglimi zgradbami. V letih 2010 in 2012 je bila odkrita vrsta obrednih instalacij.

### Kasnejša zgodovina
Leta 782 pr. n. št je urartski kralj Argišti I. na jugovzhodnem delu današnjega mesta dal postaviti trdnjavo Erebuni za 6600 vojakov, katere ostanke je moč videti še danes. Ob utrdbi je nastala pomembna naselbina, vendar je stoletje kasneje njen pomen začel upadati, ko je kralj Rusa II. postavil novo domnevno težje osvojljivo utrdbo Teišebai Uru ('Mesto boga Teišeba'), na današnjem Rdečem hribu (Karmir Blur) v zahodnem delu današnjega mesta. Zaradi bližine rodovitne doline Arasa je območje mesta ostalo nepretregoma poseljeno vse do danes, kljub potresu, ki ga je leta 1679, takrat že pod perzijsko zasedbo, skoraj popolnoma porušil. Leta 1684 je perzijski šah Sulejman II. dovolil, da Ludvik XIV. pošlje v mesto jezuite, ki so katolikosa neuspešno poskušali prepričati, naj se armenska apostolska cerkev združi z rimokatoliško. V 18. stoletju mesto znova pridobi strateški pomen zaradi lege, kjer so se križali ruski, perzijski in turški interesi. Pavel Cicjanov, guverner ruskega severnega Kavkaza, ga prvič poskuša zavzeti leta 1804, vendar je bil kljub dvomesečnemu obleganju neuspešen. Ravno tako je bila neuspešna vojska pod poveljstvom maršala Ivana Vasiljeviča leta 1808, zato pa to leta 1827 uspe generalu Ivanu Paskeviču. Mesto, ki ga je car Nikolaj I. ob obisku leta 1837 zaradi številnih iz blatnih zidakov zidanih hiš poimenoval kot 'glineni vrč', je naslednjih 9 desetletij bilo predvsem vojaška postojanka v senci Aleksandropola (današnji Gjumri), ki so ga Rusi določili za regionalno središče. Pomen mesta se je spremenil 28. maja 1918, ko je postalo glavno mesto najprej prve armenske republike, zatem pa Armenske SSR. Mesto se je v času Sovjetske zveze skokovito razširilo na okoliške griče, prebivalstvo (50.000 na začetku 20. stoletja) pa se je kar potrideseterilo. To so spodbujale tudi republiške oblasti, kajti vsa sovjetska mesta z več kot milijonom prebivalcev so imela poseben vsedržavni pomen in bila tako upravičena do zveznega financiranja podzemne železnice, krematorija, ipd. 

## Geografija
Erevan leži na povprečni nadmorski višini 990 m, najmanj 865 m in največ 1390 m na jugozahodu in severovzhodu. Je na robu reke Hrazdan, severovzhodno od Araratske planote. Zgornji del mesta je obkrožen z gorami na treh straneh, medtem ko se na jugu spušča do bregov reke Hrazdan, ki teče skozi slikovit kanjon in deli Erevan na dva dela.
Zgodovinsko gledano je mesto postavljeno v osrčje Armenskega višavja v kantonu Kotajk (armensko: Կոտայք գավառ Kotayk gavar, ne ga zamenjati s sedanjo provinco Kotajk) v provinci Ajrarat.
Ker je glavno mesto Armenije, Erevan ni del nobene marz ('provinca'). Namesto tega meji na naslednje province: Kotajk s severa in vzhoda, Ararat z juga in jugozahoda, Armavir z zahoda in Aragacotn s severozahoda.
Državni rezervat Erebuni, ustanovljen leta 1981, je približno 8 km jugovzhodno od mestnega središča v okrožju mesta Erebuni. Na višini med 1300 in 1450 metri nadmorske višine rezervat zavzema površino 120 hektarjev, v glavnem je sestavljen iz polpuščavske gorske stepe. Rezervat je bil ustanovljen za zaščito divjih vrst trav, vključno z Triticum araraticum. Številne zavarovane vrste so vključene na Rdeči seznam Armenije. Ima tudi številne druge zaščitene in endemske vrste rastlin, vključno Iris elegantissima.
V rezervatu so tudi številne vrste dvoživk, med njimi žaba Pelobates Syriacus, debeloglavka in evropska zelena krastača. V rezervatu najdemo tudi številne vrste glodavcev.

### Podnebje
Erevan odlikuje stepsko podnebje pod vplivom celine (klimatska razvrstitev Köppen: BSk ali hladno polsušno podnebje) z dolgimi, vročimi, suhimi poletji in kratkimi, a hladnimi in snežnimi zimami. To gre pripisati temu, da je Erevan na planoti, obkrožen z gorami in oddaljen od morja in njegovih učinkov. Poletja so po navadi zelo vroča, ko temperatura avgusta doseže do 40 ° C, zime pa običajno prinašajo snežne padavine in temperature zmrzovanja, januarja je pogosto –15 ° C in nižje. Količina padavin je majhna in znaša letno približno 318 milimetrov. Erevan doživi povprečno 2700 sončnih ur na leto. 

## Glavno mesto
Erevan je bil prestolnica Armenije od osamosvojitve Prve republike leta 1918. Leži na Araratski planoti, zgodovinskih deželah Armenije in je bil takrat najboljša logična izbira za prestolnico mlade republike.
Ko je Armenija postala republika Sovjetske zveze, je Erevan ostal prestolnica in je dobil vse politične in diplomatske institucije v republiki. Leta 1991 z neodvisnostjo Armenije je Erevan nadaljeval s svojim statusom političnega in kulturnega središča države, kjer so bile vse nacionalne institucije: vlada, državni zbor, predsedniška palača, centralna banka, ustavno sodišče, vsa ministrstva, pravosodni organi in druge vladne organizacije.

### Občina
Erevan je status mesta dobil 1. oktobra 1879 z odlokom ruskega carja Aleksandra II.. Prvi ustanovljeni mestni svet je vodil Hovhannes Ghorghanyan, ki je postal prvi župan Erevana.
Ustava Republike Armenije, sprejeta 5. julija 1995, je Erevanu podelila status marz (մարզ, provinca) .  Zato je Erevan z nekaj specifikacijami deloval podobno kot armenske province. Upravni organ Erevana so tako zastopali:
- župan, ki ga na priporočilo predsednika vlade imenuje predsednik (ki ga lahko kadar koli odstrani), skupaj s skupino štirih podžupanov, ki vodijo enajst ministrstev (od tega finančno, prometno, urbani razvoj itd.),
- mestni svet Erevana, ki združuje vodje občinskih skupnosti v pristojnosti župana,
- dvanajst 'komunalnih okrožij', od katerih ima vsako svojega vodjo in svoje izvoljene svete. Erevan ima glavno mestno hišo in dvanajst podžupanov okrožij

V spremenjeni ustavi z dne 27. novembra 2005 je bilo mesto Erevan spremenjeno v 'skupnost' (համայնք, hamaynk); ker ustava določa, da mora to skupnost voditi župan, izvoljen neposredno ali posredno in da mora mesto urejati poseben zakon . Prve volitve mestnega sveta Erevana so bile izvedene leta 2009 in zmagala jih je vladajoča Republikanska stranka Armenije.
Poleg državne policije in cestne policije ima Erevan svojo občinsko policijo. Vsi trije organi sodelujejo pri ohranjanju zakona v mestu.

### Administrativna okrožja
Erevan je razdeljen na dvanajst "upravnih okrožij" (վարչական շրջան, varčakan šrĵan), vsako z izvoljenim voditeljem. Skupna površina 12 okrožij Erevana je 223 kvadratnih kilometrov.
| Okrožje          | Armensko         | št. prebivalcev (2011 census) | št. prebivalcev (2016 estimate) | Povešina (km²) |
| ---------------- | ---------------- | ----------------------------- | ------------------------------- | -------------- |
| Ajapnjak         | Աջափնյակ         | 108.282                       | 109.100                         | 25.82          |
| Arabkir          | Արաբկիր          | 117.704                       | 115.800                         | 13.29          |
| Avan             | Ավան             | 53.231                        | 53.100                          | 7.26           |
| Davtašen         | Դավթաշեն         | 42.380                        | 42.500                          | 6.47           |
| Erebuni          | Էրեբունի         | 123.092                       | 126.500                         | 47.49          |
| Kanaker-Zejtun   | Քանաքեր-Զեյթուն  | 73.886                        | 74.100                          | 7.73           |
| Kentron          | Կենտրոն          | 125.453                       | 125.700                         | 13.35          |
| Malatia-Sebastia | Մալաթիա-Սեբաստիա | 132.900                       | 135.900                         | 25.16          |
| Nork-Maraš       | Նորք-Մարաշ       | 12.049                        | 11.800                          | 4.76           |
| Nor Nork         | Նոր Նորք         | 126.065                       | 130.300                         | 14.11          |
| Nubarašen        | Նուբարաշեն       | 9561                          | 9800                            | 17.24          |
| Šengavit         | Շենգավիթ         | 135.535                       | 139.100                         | 40.6           |

## Demografija
Prvotno majhno mesto je Erevan postal glavno mesto Armenije in veliko mesto z več kot milijonom prebivalcev. Do padca Sovjetske zveze je bila večina prebivalcev Erevana Armencev z manjšinami Rusov, Kurdov, Azerbajdžancev in Irancev. Vendar pa se je z izbruhom vojne v Gorskem Karabahu med letoma 1988 in 1994 azerbajdžanska manjšina v državi zmanjšala, kar je del izmenjave prebivalstva med Armenijo in Azerbajdžanom. Velik del ruske manjšine je pobegnil iz države med gospodarsko krizo v 1990-ih. Danes je prebivalstvo Erevana pretežno armensko.
Po razpadu Sovjetske zveze je zaradi gospodarskih kriz na tisoče ljudi zapustilo Armenijo, večinoma v Rusijo, Severno Ameriko in Evropo. Prebivalstvo Erevana se je zmanjšalo iz 1.250.000 leta 1989 na 1.103.488 v letu 2001 in na 1.091.235 v letu 2003. Vendar se od takrat število prebivalcev Erevana povečuje. Leta 2007 je imelo glavno mesto 1.107.800 prebivalcev.
Erevanci na splošno uporabljajo erevansko narečje, vzhodno armensko narečje, ki se je najverjetneje izoblikovalo v 13. stoletju. Trenutno se govori v Erevanu in okoli njega, vključno z mesti Vagharšapat in Aštarak. Klasične armenske (grabar) besede sestavljajo pomemben del slovarja narečja. Skozi zgodovino je nanj vplivalo več jezikov, zlasti ruski in perzijski jezik, izposojene besede pa so v njem danes pomembno prisotne. Trenutno je najbolj razširjeno armensko narečje.

### Etnične skupine
Erevan so najprej naselili Armenci in ostali homogeni do 15. stoletja. Prebivalstvo Erevanske trdnjave, ustanovljene v 1580-ih, je bilo sestavljeno predvsem iz muslimanskih vojakov, po ocenah dva do tri tisoč. Mesto je bilo v glavnem poseljeno z Armenci. Francoski popotnik Jean-Baptiste Tavernier, ki je med 1631 in 1668 obiskal Erevan do šestkrat navaja, da je mesto izključno poseljeno z Armenci. Demografska slika regije se je spremenila zaradi vrste vojn med Osmanskim cesarstvom, Iranom in Rusijo. Do začetka 19. stoletja je imel Erevan muslimansko večino.
Do sovjetizacije Armenije je bil Erevan večkulturno mesto, večinoma z armenskim in 'kavkaškim tatarskim' (sodobnim azerbajdžanskim) prebivalstvom. Po armenskem genocidu je veliko beguncev iz tistega, kar Armenci imenujejo Zahodna Armenija (danes Turčija, takrat Osmansko cesarstvo), pobegnilo v Vzhodno Armenijo. Leta 1919 je v Erevan prispelo približno 75.000 armenskih beguncev iz Osmanskega cesarstva, večinoma iz regije Vaspurakan (mesto Van in okolica). Pomemben del teh beguncev je umrl zaradi tifusa in drugih bolezni. 
Od leta 1921 do 1936 je približno 42.000 etničnih Armencev iz Iraka, Turčije, Irana, Grčije, Sirije, Francije, Bolgarije, itd. odšlo v Sovjetsko Armenijo, večina pa se je naselila v Erevanu. Drugi val repatriacije se je zgodil med letoma 1946 in 1948, ko se je približno 100.000 etničnih Armencev iz Irana, Sirije, Libanona, Grčije, Bolgarije, Romunije, Cipra, Palestine, Iraka, Egipta, Francije, ZDA, itd. preselilo v sovjetsko Armenijo, spet večino od katerih so se naselili v Erevanu. Tako je etnična sestava Erevana v prvih treh desetletjih v Sovjetski zvezi postala bolj monoetnična. V poznih 1980-ih in v začetku 1990-ih je preostalih 2000 Azerbajdžancev zapustilo mesto zaradi spopadov v Gorskem Karabahu.

### Religija

#### Armenska apostolska cerkev
Armensko apostolsko krščanstvo je prevladujoča religija v Armeniji. Cerkev sv. Pavla in Petra iz 5. stoletja, ki so ju Sovjeti podrli novembra 1930, je bila med najzgodnejšimi cerkvami, ki so jih kdaj zgradili v Erebuni-Erevanu. Številne starodavne armenske in srednjeveške cerkve mesta so sovjeti uničili v 1930-ih v času velike čistke.
Regulativni organ armenske cerkve v Erevanu je Arapatska papeška škofija, kjer je sedež škofije Surp Sarkis. Je največja škofija armenske cerkve in ena najstarejših škofij na svetu, ki zajema mesto Erevan in armensko provinco Ararat.
V Erevanu je trenutno največja armenska cerkev na svetu, erevanska stolnica ali stolnica sv. Gregorja Razsvetitelja. Posvečena je bilo leta 2001, med 1700. obletnico ustanovitve armenske cerkve in sprejetja krščanstva kot narodne vere v Armeniji.
Od leta 2017 ima Erevan 17 aktivnih armenskih cerkva in štiri kapele.

#### Ruska pravoslavna cerkev
Po zajetju Erevana v času rusko-perzijske vojne 1826–28 so bile v mestu zgrajene številne ruske pravoslavne cerkve po ukazu ruskega poveljnika generala Ivana Paskeviča. Stolnica sv. Nikolaja, odprta v drugi polovici 19. stoletja, je bila največja ruska cerkev v mestu. Cerkev priprošnje Matere Božje je bila odprta leta 1916 v Kanaker-Zejtunu.
Vendar so večino cerkva sovjeti v 1930-ih bodisi zaprli bodisi porušili. Stolnica sv. Nikolaja je bila leta 1931 v celoti uničena, cerkev Marijinega vnebovzetja pa je bila zaprta in preurejena najprej v skladišče in kasneje v klub za vojaško osebje. Verske službe so se v cerkvi nadaljevale leta 1991, leta 2004 pa sta bila stavbi dodana kupola in zvonik. Leta 2010 je potekala revolucionarna slovesnost nove ruske pravoslavne cerkve sv. Križa s prisotnostjo moskovskega patriarha Kirila I. Cerkev je bila na koncu posvečena 7. oktobra 2017, v njej pa so bili prisotni katoličan Karekin II., ruski škofje in cerkveni dobrotnik Ara Abramyan.

#### Druge
Po Ivanu Chopinu je bilo v Erevanu sredi 19. stoletja osem mošej. Modra mošeja iz 18. stoletja v Erevanu je bila obnovljena in ponovno odprta v 1990-ih z iranskimi sredstvi in je trenutno edina aktivna mošeja v Armeniji, ki večinoma služi iranskim obiskovalcem.
V Erevanu živijo majhne jezidske, molokanske, neopaganske, bahajske in judovske skupnosti, judovsko skupnost pa zastopa judovski svet Armenije. V mestu najdemo tudi različne netrinitarne skupnosti, ki jih Armenska apostolska cerkev šteje za nevarne sekte, med njimi Jehove priče, Mormoni, adventisti sedmega dne in Beseda življenja.

## Gospodarstvo

### Industrija
Od leta 2013 je delež Erevana v celotnem industrijskem proizvodu Armenije 41 %. Industrija Erevana je precej raznolika, vključno s kemikalijami, primarnimi kovinami in jeklenimi izdelki, stroji, gumijastimi izdelki, plastiko, preprogami, tekstilom, oblačili in obutvijo, nakitom, lesnimi izdelki in pohištvom, gradbenim materialom in predelavo kamna, alkoholnimi pijačami, mineralno vodo, mlečnimi izdelki in predelano hrano. Čeprav je gospodarska kriza v 90. letih opustošila industrijo države, je več tovarn še vedno v uporabi, zlasti v petrokemičnem in aluminijskem sektorju.
Armenske pijače, zlasti armenski konjak in pivo, so znane po celem svetu. V Erevanu so torej številna vodilna podjetja v Armeniji in Kavkazu za proizvodnjo alkoholnih pijač, kot so Yerevan Ararat Brandy-Wine-Vodka Factory (armensko: Երևանի Արարատ կոնյակի-գինու-օղու կոմբինատ), Yerevani Konyaki Gortsaran, Erevanska tovarna šampanjcev (Yerevani Shampayn Ginineri Gortsaran), pivovarna "Eerevan pivo" (pivo Kilikija), Armco tovarna žganja, Tovarna žganja Proshyan in Tovarna vin Astafian. Dva proizvajalca tobaka v Erevanu sta podjetji "Cigaronne" in "Grand Tabak
Industrija preprog v Armeniji ima globoko zakoreninjeno zgodovino s starodavnimi tradicijami, zato je proizvodnja preprog v Erevanu precej razvita s tremi velikimi tovarnami, ki proizvajajo tudi ročno izdelane preproge. Tovarna preprog Megerian je vodilna v tem sektorju.
Drugi večji obrati v mestu so tovarna kemičnih in gumarskih izdelkov "Nairit", mlin za aluminijasto folijo Rusal Armenal, armensko-kanadski proizvajalec slaščic "Grand Candy", tovarna čokolade "Arcolad", tovarna mlečnih izdelkov "Marianna", "Talgrig Group" za izdelke iz pšenice in moke, tovarno sladoleda "Shant", "Crown Chemicals" za barve, rudarsko podjetje za travertin "ATMC", tovarna ur Erevan "AWI ure", Erevanski nakit in obrat za proizvodnjo mineralne vode "Arzni", " Sil " in" Dilijan Frolova ".
Prehrambeni izdelki vključujejo predelano meso, vse vrste konzerv, pšenico in moko, sladkarije in čokolado, suho sadje, brezalkoholne pijače in pijače. 
Gradbeni materiali vključujejo predvsem travertin, drobljen kamen, asfalt in asfaltni beton.

### Finance in banke
Erevan je privlačna lokacija za izkoriščanje zunanjih virov za zahodnoevropske, ruske in ameriške multinacionalke, zato imajo tu sedež številna mednarodna podjetja. Gre za finančno središče Armenije, v katerem živi centralna banka Armenije, armenska borza (NASDAQ OMX Armenia), pa tudi večina največjih komercialnih bank v državi. Od leta 2013 mesto prevladuje v 85 % celotnih letnih storitev v Armeniji in več kot 84 % letne celotne trgovine na drobno.
V Erevanu poslujejo številne podružnice ruskih podjetij in bank, med njimi Gazprom, Ingo Armenija, Rosgosstrakh in VTB Bank. ACBA-Credit Agricole je hčerinsko podjetje francoske družbe Crédit Agricole, HSBC Bank Armenia pa posluje tudi v Erevanu.

### Gradbeništvo
V prvem desetletju 21. stoletja se je gradbeni sektor močno povečal. Od leta 2000 je bil Erevan priča velikemu gradbenemu razcvetu, ki ga financirajo večinoma armenski milijonarji iz Rusije in ZDA, z obsežnim in kontroverznim postopkom prenove, v katerem so porušili številne stavbe iz 18. in 19. stoletja in jih nadomestili z novimi. To rast je prispevala znatnemu zvišanju cen nepremičnin. 
V Erevanu je bilo izvedenih veliko večjih gradbenih projektov, na primer Severna avenija in sanacija Starega Erevana na ulici Aram. Severna avenija je dokončana in odprta leta 2007, projekt Old Erevan pa je še v razvoju. V zadnjih nekaj letih je bilo središče mesta priča tudi velikim obnovam cest, pa tudi obnova trga Republike, ki jo je financiral ameriško-armenski milijarder Kirk Kerkorian. Na drugi strani je letališče prevzel argentinski armenski poslovnež Eduardo Eurnekian, projekt razvoja Kaskade pa je financiral ameriški armenski milijonar Gerard L. Cafesjian.
Vendar se je sektor močno zmanjšal do konca 1. desetletja 21. stoletja, kar je posledica svetovne krize z nepremičninami v obdobju 2007–2009. Leta 2013 je Erevan prevladoval nad 58 % celotnega gradbenega sektorja Armenije.
Februarja 2017 je odbor za urbani razvoj vlade razkril svoje načrte za prihajajoče večje gradbene projekte v mestu. S skupnimi stroški v višini 300 milijonov ameriških dolarjev se bo v središču mesta dvignil nov poslovni center, ki bo nadomestil sedanje nakupovalno območje Firdowsi. Odbor je tudi napovedal gradnjo etnografskega stanovanjskega naselja Noy v zahodni bližini okrožja Kentron, s približno stroški v višini 100 milijonov ameriških dolarjev. 

### Energetika
Lega mesta na obali reke Hrazdan je omogočila izgradnjo hidroelektrarne. Kot del kaskade Sevan – Hrazdan so na upravnem območju Erevana vzpostavljene tri hidroelektrarne: HE Kanaker, HE Erevan-1,  in HE Erevan-3. Celotna elektrarna je bila privatizirana leta 2003, trenutno pa je v lasti RusHydro.
V južnem delu mesta je tudi Erevanska termoelektrarna, edinstven objekt v regiji zaradi svoje kakovosti in visoke tehnologije. Prvotno odprta leta 1961, leta 2007 je bila zgrajena sodobna elektrarna, opremljena z novo kombinirano ciklično turbino s plinsko paro, za proizvodnjo električne energije. Marca 2017 se je začela gradnja nove termoelektrarne z začetno naložbo v višini 258 milijonov ameriških dolarjev in predvideno zmogljivostjo 250 megavatov. Elektrarna bo začela obratovati leta 2019.

### Turizem
Turizem v Armeniji se iz leta v leto razvija, glavno mesto Erevan pa je ena največjih turističnih točk. Mesto ima večino luksuznih hotelov, modernih restavracij, barov, lokalov in nočnih klubov. Letališče Zvartnoc je tudi prenovljeno z vse večjim številom turistov, ki obiščejo državo. Številni kraji v Erevanu so privlačni za turiste, kot so plesne fontane Trga republike, državna opera, kompleks Kaskade, ruševine urartskega mesta Erebuni (Arin Berd), zgodovinsko najdišče Karmir Blur (Teišebaini), itd. Največji hotel v mestu je hotel Ani Plaza. Hotel Armenia Marriott je na Trgu republike v središču Erevana, hotel Radisson Blu pa v bližini parka Zmage.
Lokacija samega Erevana je navdihujoč dejavnik za tujce, da obiščejo mesto, da bi uživali v pogledu na svetopisemsko goro Ararat, saj mesto leži v podnožju gore in tvori obliko rimskega amfiteatra.
Na območjih in regijah, ki obkrožajo mesto Erevan, je veliko zgodovinskih znamenitosti, cerkva in citadel, kot so tempelj v Garniju, stolnica Zvartnoc, samostani Khor Virap in samostan Geghard, itd.
Ker je Erevan med prvimi 10 najvarnejših mest na svetu, ima obširno prizorišče nočnega življenja s številnimi nočnimi klubi, prizorišča v živo, cone za pešce, ulične kavarne, jazz kavarne, čajnice, igralnice, lokali, karaoke klubi in restavracije. Casino Shangri La in Pharaon Complex sodita med največji središči za prosti čas in zabavo v mestu.
Na koncertih v Erevanu občasno nastopajo številne svetovno znane glasbene zvezde, ruske glasbene zvezdnice, pa tudi armenski pevci iz diaspore
Erevanski živalski vrt, ustanovljen leta 1940, Erevanski cirkus, odprt leta 1956 in vodni svet Erevana, odprt leta 2001, sodijo med priljubljene zabavne centre v mestu.
Severna avenija, ki povezuje Opero z ulico Abovyanovo, je priljubljeno območje za pešce v Erevanu s sodobnimi stanovanjskimi zgradbami, poslovnimi središči, restavracijami, bari in kavarnami. Druga priljubljena znamenitost sta Erevanska kaskada in "kavarniški vrt skulptur" na ulici Tanjanjan s svojo cono za pešce, v kateri so na pločnikih številne kavarne, bari, restavracije in lokali. "Kavarniški center za umetnost" redno organizira umetniške dogodke skozi vse leto, vključno s serijo klasične glasbe, tradicionalnimi priredbami plesa in živih koncertov jazza, popa in rock glasbe.
Od leta 2017 ima Erevan tri trgovske centre: Dalma Garden Mall se je odprl oktobra 2012, sledil je Yerevan Mall februarja 2014, Rossia Mall pa marca 2016.
Mednarodna študija, ki jo je izvedel Mercer in je bila objavljena leta 2019, je Erevanu pokazala, da ponuja višjo kakovost bivanja kot druge prestolnice Zakavkazja.

## Znamenitosti
Podobo mestnega središča je v letih 1924 - 26 zasnoval arhitekt Aleksander Tamanjan in precejšnji del njegovih načrtov so tudi uresničili. Zamislil si je velik osrednji trg (nekdanji Leninov trg, danes Trg republike), obdan z veličastnimi zgradbami iz tufa, s trga bi vodile široke avenije, središče mesta pa bi bilo obdano z zelenimi površinami.
Med glavne znamenitosti sodijo Zgodovinski muzej na Trgu republike, Prirodoslovni muzej Armenije, ostanki trdnjave Erebuni, muzej Matenadaran s številnimi rokopisi, Armenska narodna galerija, Cafesijanov muzej umetnosti, spominski park armenskega genocida na griču Cicernakaberd, pokopališče junakov. V sovjetskih časih so na pobočju vzpetine severno od središča začeli graditi še Kaskado, ki še danes ni povsem dokončana, z njenega vrha pa se ponuja lep razgled na mesto (ob ugodnih razmerah tudi na goro Ararat). Nedaleč od tam, ravno tako na hribu severno od mestnega središča, je tudi spomenik, kjer je prvotno stal Stalin (in 'gledal' Lenina na današnjem Trgu republike), po destalinizaciji pa so na njegovem mestu postavili kip Matere Armenije (simbolično je nekoliko višji od Stalina). V podstavku tega kipa je manjši vojni muzej.
10 km zahodno iz mesta se nahaja mednarodno letališče Zvartnoc, mesto ima tudi železniško povezavo s severom države in Gruzijo (povezava z jugom pa je zaradi trase čez azerbajdžanski Nahičevan trenutno prekinjena), medtem ko je z avtobusi dobro povezano praktično z vsemi deli Armenije. Mestni promet sestavljajo proga podzemne železnice, ki središče mesta povezuje s severnimi in južnimi predmestji, avtobusne in trolejbusne proge, medtem ko tramvajske proge ukinjajo. Ker so precej hitrejši, se največ potnikov prepelje z zasebnimi kombiji (t. i. maršrutkami).

## Zanimivosti
Po Charlesu Aznavourju, francoskemu šansonjerju armenskega porekla, je v Erevanu poimenovan trg, v mestu Gjumri pa stoji njegov spomenik.

## Mednarodne povezave
Mesto Erevan je član mnogih mednarodnih organizacij: Mednarodne skupščine prestolnic držav in večjih mest (MAG), Združenja prestolnic Črnega morja (BSCA), Mednarodnega združenja frankofonskih županov (AIMF), [199] Organizacija mest svetovne dediščine (OWHC), Mednarodno združenje velikih skupnosti in Mednarodna zveza za razsvetljavo mestnih skupnosti (LUCI).

### Pobratena mesta
| - Carrara, Italija, od 1965 - Antananarivo, Madagaskar, od 1981 - Cambridge, Massachusetts, ZDA, od 1987 - Marseille, Francija, od 1992 - Stavropol, Rusija, od 1994 - Isfahan, Iran, od 1995 - Odesa, Ukrajina, od 1995 - Tbilisi, Gruzija, od 1996 - Bejrut, Libanon, od 1997 - Damask, Sirija, od 1997 - Montreal, Kanada, od 1998 - Buenos Aires, Argentina, od 2000 | - Bratislava, Slovaška, od 2001 - São Paulo, Brazilija, od 2002 - Chişinău, Moldavija, od 2005 - Rostov na Donu, Rusija - Los Angeles, ZDA, od 2007 - Nice, Francija, od 2007 - Benetke, Italija, od 2011 - Riga, Latvija, od 2013 - Aman, Jordanija, od 2014 - Novosibirsk, Rusija, od 2014 - Volgograd, Rusija, od 2015 |

### Partnerska mesta
Od marca 2017 ima Erevan sporazum o partnerstvu s 25 mesti / upravnimi regijami: 
| - Podgorica, Črna gora, od 1974 - Atene, Grčija, od 1993 - Lyon, Francija, od 1993 - Stavropol, Rusija, od 1994 - Kijev, Ukrajina, od 1995 - Moskva, Rusija, od 1995 - Toskana regija, Italija, od 1996 - Sankt Peterburg, Rusija, od 1997 - Volgograd, Rusija, od 1998 - Minsk, Belorusija, od 2002 - Rio de Janeiro, Brazilja, od 2007 - Sofija, Bolgarija, od 2008 - Delhi, Indija, od 2008 | - Peking, Kitajska, od 2009 - Kaliningrad, Rusija, od 2009 - Pariz, Francija, od 2011 - Île-de-France region, Francija, od 2011 - Stepanakert, Gorski Karabah, od 2012 - Bukarešta, Romunija, od 2013 - Varšava, Poljska, od 2013 - Krasnodar, Rusija, od 2014 - Ašhabat, Turkmenistan, od 2014 - Kazvin, Iran, od 2014 - Hanti-Mansijsk, Rusija, od 2014 - Talin, Estonija, od 2015 |